# Polyallylamin
Polyallylamin, Kurzzeichen PAAm beziehungsweise PAH für Polyallylamin-Hydrochlorid, ist ein wasserlösliches kationisches Polymer des Allylamins.

## Herstellung
Polyallylamin ist durch radikalische oder kationische Polymerisation von Allylamin mit unterschiedlichen Polymerisationsgraden leicht herstellbar.

## Eigenschaften und Verwendung
Polyallylamin ist stark basisch und kann beispielsweise Kohlendioxid binden. An wasserunlösliche Polymere, wie Cellulose, gebunden kann es als Anionenaustauscher mit hoher Beladungskapazität verwendet werden.
Schwermetallionen wie beispielsweise von Nickel, Kupfer, Zink, Cadmium oder UO22+ werden in wässriger Lösung von Polyallylamin komplexiert. Diese Eigenschaft kann zur Metallionenabtrennung mittels polymergestützter Membranen genutzt werden.
PAAm ist zytotoxisch speziell gegenüber Zellen der glatten Muskulatur der Blutgefäße. Durch Derivatisierung der Aminogruppen, beispielsweise durch Glykation, kann die Zytotoxizität deutlich gesenkt werden. Entsprechend verändertes PAAm kann dann für den Gentransfer in Zellen verwendet werden.
Polyallylamin ist ein sehr effektives Mittel, um Zellen zu immobilisieren.
Polyallylamin ist als Copolymer mit 90 Mol% Hauptbestandteil des verschreibungspflichtigen Arzneistoffes Sevelamer [Poly(allylamin-co-N,N′-diallyl-1,3-diamino-2-hydroxypropan)], welcher bei Dialysepatienten mit Hyperphosphatämie als Phosphatbinder therapeutisch eingesetzt wird.